# Президія Верховної Ради СРСР
Прези́дія Верхо́вної Ра́ди СРСР — найвищий колегіальний орган державної влади в СРСР, який був підзвітний Верховній Раді СРСР.
Президія обиралась на спільному засіданні Ради Союзу і Ради Національностей на першій сесії Верховної Ради чергового скликання у складі голови Президії, 15 заступників — по одному від кожної союзної республіки, секретаря Президії й 20 членів Президії. Пізніше цю норму було замінено на:

Для організації роботи Верховної ради СРСР
створюється Президія Верховної ради СРСР на чолі з Головою
Верховної Ради СРСР. До складу Президії Верховної Ради СРСР
входять: Голова Ради Союзу і Голова Ради Національностей, їхні
заступники, голови постійних комісій палат і комітетів Верховної
Ради СРСР, інші народні депутати СРСР — по одному з кожної союзної
республіки, а також два представники від автономних республік і
один — від автономних областей і автономних округів.

Повноваження Президії були визначені Конституцією СРСР.
Стаття 118:

…Президія Верховної Ради СРСР здійснює підготовку засідань
З'їзду і сесій Верховної Ради СРСР, координує діяльність постійних
комісій палат і комітетів Верховної Ради СРСР, організовує
проведення всенародних обговорень проектів законів СРСР та інших
найважливіших питань державного життя.
   Президія Верховної ради СРСР забезпечує публікацію мовами союзних республік текстів законів СРСР та інших актів, прийнятих
З'їздом народних депутатів СРСР, Верховною Радою СРСР, її
палатами, Президентом СРСР.
Рішення Президії Верховної ради СРСР оформляються у вигляді
постанов…